# Scapheremaeus marginalis
Scapheremaeus marginalis är en kvalsterart som först beskrevs av Banks 1896.  Scapheremaeus marginalis ingår i släktet Scapheremaeus och familjen Cymbaeremaeidae. Inga underarter finns listade i Catalogue of Life.